# Nilson Seoane
Nilson Seoane (Santos, 5 de janeiro de 1930 – São Paulo, 19 de maio de 1987), foi um pintor brasileiro, gravurista, ilustrador, desenhista e poeta. A partir do momento em que fixa-se na cidade de São Paulo no ano de 1940, sua grande aptidão e talento para as artes visuais alça voo sob a tutela de grandes mestres com quem passa a tomar lições desde uma tenra idade. Como cronista e ilustrador, colaborou para os principais periódicos de São Paulo, Espírito Santo e Rio Grande do Sul. Como pintor e gravurista teve suas obras expostas e recebeu prêmios nas principais mostras do país como o Salão Paulista de Arte Moderna, o Salão Nacional de Arte Moderna e a Bienal de São Paulo. A obra de Seoane foi assim definida pelo crítico e jornalista Benedito Geraldo Ferraz Gonçalves em 1965: "Não se pode falar em motivações florais, porque o artista partiu para uma temática diversa: a metamorfose da botânica. Todo um campo de exploração assim se oferece à sua imaginação, que tanto tem de amor à natureza quando se afasta dela para nos oferecer essa floração de sonho, arbitrária, fantasiosa, num enxame de fremências, pululante, densa de poesia."

## Biografia

### Infância e juventude
Nasceu na cidade de Santos em 1930 sendo o caçula em uma família de imigrantes (pai espanhol e mãe portuguesa). Ainda criança muda-se com os pais e as duas irmãs mais velhas para a cidade de São Paulo no ano de 1940.
Em 1944 ingressou na Escola de Artes Gráficas Professor Nelson Nobrega através de concurso que lhe conferiu uma bolsa de estudos por um período de quatro anos, tendo como professores Lívio Abramo e Mário Gruber em técnicas gráficas, Antônio Gomide em anatomia e Wolfgang Pfeiffer em história da arte.
Descoberto pelo crítico de arte Sérgio Milliet, realizou sua primeira Mostra Individual em 1950 no Instituto de Arquitetos do Brasil em São Paulo.

### Década de 1950 - Estudos e solidificação no Brasil
Não satisfeito com as limitações gráficas da época, a partir de 1952, como autodidata, passou à pintura explorando o que denominou "O mundo Misterioso da Vegetação", que segundo o crítico de arte Geraldo Ferraz seria uma "Metamorfose da Botânica".
Preocupado com uma cultura maior fez os cursos de filosofia, psicologia e teologia, passando por vários mosteiros da Ordem dos Beneditinos como noviço, no período de 1953 a 1958, permanecendo a maior parte do tempo na Bahia onde continuou participando da vida artística, procurando assim uma fusão da cultura reigiosa à arte contemporânea brasileira. Nessa época teve a oportunidade de se unir ao artista baiano Raimundo de Oliveira.
Sendo sumariamente contra a arte regionalizada e com a preocupação de divulgar sua obra não só nos grandes centros artísticos, como é comum, realizou diversas exposições individuais nos mais longínquos recantos do Brasil como, na época, Porto Alegre, onde inaugurou a primeira galeria da cidade no Teatro Leopoldina.

### Década de 1960 - Estados Unidos
Em fins de 1960 começou a realizar exposições em várias capitais da América de do Sul e daí, à convite do Ministério das Relações Exteriores do Brasil, realizou mostra individual em onze universidades americanas, bem como no Instituto Cultural Brasileiro-Norte-Americano, em Washington D.C., como parte do intercâmbio cultural entre os dois países.
Em 1967 imigrou para os Estados Unidos quando realizou exposições individuais em diversas cidades, com ênfase para as mostras feitas nas organizações internacionais como o Banco Inter-Americano de Desenvolvimento, Instituto Brasileiro da Universidade de Nova York, Banco Mundial e Fundo Monetário Internacional, sendo nessa última o primeiro artista sul-americano a conseguir expor. Participou de diversos salões coletivos, época em que lançou sua nova fase de pintura inspirada nos cinco primeiros movimentos das Bachianas de Villa Lobos e que representam uma viagem onírica à floresta Amazônica.
Esta fase lhe deu o primeiro prêmio em acrílico profissional no Salão Nacional da Associação de Artes Takoma Park de Washington D.C., no ano de 1968 e sua exposição na Galeria Bacardi, em Miami, Flórida, no ano de 1971 foi escolhida como a melhor da temporada. Nesse momento a prefeitura municipal da cidade de Miami adquiriu uma das obras doando-a para o acervo do Museu de Arte Moderna de Miami, ao mesmo tempo em que agraciou o artista com as chaves da cidade pelos relevantes serviços prestados à vida cultural da mesma.

### Retorno e consagração no Brasil
Em 1972, retornou ao Brasil e, sempre em busca de novas inspirações, residiu nas cidades de Porto Alegre, Rio de Janeiro, Vitória e finalmente volta a São Paulo onde permanecerá até o final de sua vida. Em cada cidade realiza diversas exposições individuais e coletivas nas principais galerias e espaços culturais dessas cidades.
Em seus mais de 30 anos de carreira Seoane foi laureado no Salão Paulista de Arte Moderna com a medalha de bronze em 1957, a pequena e a grande medalhas de prata em 1959 e 1961, prêmio aquisição em 1960 e 1962 e com a pequena medalha de ouro em 1965. Teve a honra de também ter participado do IV e XIV Salão Nacional de Arte Moderna e da VIII e IX Bienal de São Paulo.
Pela divulgação da cultura brasileira no exterior recebeu as comendas D. João VI do Instituto de Heráldica e Medalhística de São Paulo, a Cruz do Mérito Cívico e Cultural da Sociedade Brasileira de Heráldica e Medalhística e a Medalha Anchieta outorgada pela Câmara Municipal de São Paulo.
No ano de 1987, depois de alguns anos de luta contra o câncer, o artista vem a falecer na cidade de São Paulo.

## Cronologia[6]
- 1930 - 5 de Janeiro. Nasce em Santos Nilson Seoane filho de Odilo Seoane e Celeste dos Santos Seoane.
- 1944 - Ingressa na Escola de Artes Gráficas Prof. Nelson Nóbrega.
- 1950 - Individual na Galeria do Instituto de Arquitetos do Brasil, São Paulo.
- 1951 - Executa Mural para a Casa da Lavoura da Secretaria de Agricultura de Jaú, SP.
- 1953 - Coletiva dos alunos e ex-alunos da Escola de Artes Gráficas do Museu de Arte Moderna da Universidade de São Paulo, no Museo Nacional de Bellas Artes (Chile) e no Museo Nacional de Arte de Bolivia.
- 1954 - Participa do IV Salão Bahiano de Belas Artes, Salvador, BA.
- 1955 - Medalha de bronze no V Salão Paulista de Arte Moderna.

- Participa do V Salão Bahiano de Belas Artes, Salvador, BA.
- Participa do IV Salão Nacional de Arte Morderna, Rio de Janeiro, RJ.
- Participa do Salão dos Jovens Gravadores do Uruguai.
- Participa do VI Salão de Belas Artes do Rio Grande do Sul.
- 1956 - Participa do VI Salão Paulista de Arte Moderna.
- 1957 - Medalha de Bronze no VII Salão Paulista de Arte Moderna.

- Ilustrador do suplemento literário dos jornais O Estado de São Paulo e Folha de S.Paulo até 1962.
- Selecionado no Salão Para Todos de Gravura e Desenho do MEC - RJ, pelo Jornal de Letras do Rio de Janeiro para participar, junto com Roberto de Lamonica de exposições na Ásia e Europa.
- 1958 - Participa do VIII Salão Paulista de Arte Moderna.
- 1959 - Medalha de Prata no IX Salão Paulista de Arte Moderna.

- Medalha de Prata e Bronze no II Salão de Belas Artes de São Bernardo do Campo, SP.
- 1960 - Prêmio Aquisição no X Salão Paulista de Arte Moderna.

- Medalha de Ouro e Pequena Medalha de Ouro no III Salão de Belas Artes de São Bernardo do Campo, SP.
- 1961 - Medalha de Prata no XI Salão Paulista de Arte Moderna.
- 1962 - Prêmio Aquisição no XII Salão Paulista de Arte Moderna.
- 1963 - Medalha de Prata no XIII Salão Paulista de Arte Moderna.

- Participa da VII Bienal de São Paulo.
- Medalha de Ouro, Grande Medalha de Prata e Prêmio Honra ao Mérito no VI Salão de Belas Artes de São Bernardo do Campo, SP.
- 1964 - Participa do XV Salão Paulista de Arte Moderna.
- 1965 - Participa no XIV Salão Nacional de Arte Moderna, Rio de Janeiro, RJ.

- Participa da VIII Bienal de São Paulo.
- Participa da II Bienal Americana de Gravura, Santiago, Chile.
- 1966 - Participa da I Bienal Nacional de Artes Plásticas de Salvador, BA.
- 1967 - Participa da IX Bienal de São Paulo.

- Imigra para os Estados Unidos da América montando ateliê em Washington D.C. e Nova York.
- 1968  - Coletiva na Biblioteca do Congresso, Washington D.C., EUA.

- Individual na Galeria do Banco Interamericano de Desenvolvimento, Washington D.C., EUA.
- Primeiro Lugar Acrílico Profissional no Salão Nacional da Associação de Artes Takoma Park, Washington D.C., EUA.
- 1969 - Individual no Instituto Cultural Brasileiro Norte-Americano de Washington D.C., EUA.
- 1970 - Individual na Galeria do Fundo Monetário Internacional, Washington D.C., EUA.
- 1971 - Individual na Studio Gallery, Washington D.C., EUA.
- 1972 - Retorna ao Brasil indo residir em São Paulo, SP.

- Prêmio Aquisição na II Exposição Internacional de Gravura do Museu de Arte Moderna, São Paulo, SP.
- 1973 - Individual na Itaú Galeria de Arte, São Paulo, SP.
- 1974 - Passa a residir em Porto Alegre, RS.
- 1975 - Incluído na Pinacoteca Aldo Locatelli da prefeitura municipal de Porto Alegre, RS.

- Passa a residir em Vitória, ES.
- 1976 - Executa painel para a Federação do Comércio do Estado do Espírito Santo.
- 1977 - Passa a escrever crônicas como free-lancer para o Jornal A Gazeta de Vitória, ES.
- 1978 - Executa obra para a Pinacoteca da prefeitura municipal de Vitória, ES.
- 1979 - Executa painel denominado Ode Marítima para o Hotel SENAC, Vitória, ES.
- 1980 - Individual na Itaú Galeria de Arte, São Paulo, SP.
- 1985 - Coletiva 100 Obras Itaú no Masp, São Paulo, SP
- 1987 - 19 de Maio. Falece em São Paulo em decorrência de um câncer.
- 1995 - Projeto Arte Atual Brasil no Renato Magalhães Gouvêa Escritório de Arte, São Paulo, SP.

## Obras Representadas
- Museu de Arte Moderna de São Paulo
- Museu de Arte Contemporânea da Universidade de São Paulo
- Museu de Arte Moderna de Belo Horizonte
- Museu de Arte Moderna da Bahia
- Museu de Arte Moderna do Espírito Santo
- Pinacoteca da Fundação Nelson Rockefeller - Nova York
- Museu de Arte Moderna de Miami
- Museu de Arte Moderna de Nova York
- Museu de Arte Moderna de Tel Aviv
- Banco Inter-Americano de Desenvolvimento - Washington D.C.
- Fundo Monetário Internacional - Washington D.C.
- Pinacoteca da Fundação Armando A. Penteado - São Paulo
- Pinacoteca da Fundação Bienal de São Paulo
- Banco do Brasil - Agência Nova York
- Banco do Estado do Rio Grande do Sul - Porto Alegre
- Pinacoteca Municipal Aldo Locatelli - Porto Alegre
- Universidade de Nova York
- Walker Art Center - Minneapolis
- Heritage Arts - New Jersey
- Casa Grande Hotel - Guarujá, SP
- Clube Atlético Paulistano - São Paulo
- Country Club de Porto Alegre
- Banco Itaú S.A. - agências de São Paulo, Salvador e Recife
- Prefeitura Municipal de Vitória - Vitória, ES
- Banco Francês e Brasileiro - São Paulo
- Banco Safra S.A. - São Paulo
- Banco Banespa - São Paulo
- Banco Maisonnavede Investimentos - Porto Alegre
- Hostess Hotéis - Guarapari e Praia da Costa, ES
- Caixa Econômica Federal - agências Vitória e Vila Velha, ES
- Grupo União de Bancos - São Paulo
- Companhia Porto Alegrense de Seguros - Porto Alegre, RS
- Federação Gaúcha de Football - Porto Alegre, RS
- Federação do Comércio do Estado do Espírito Santo - Vitória, ES
- Banco do Estado do Espírito Santo - agências Praia do Canto, Vitória, São Torquato e Hotel SENAC, ES